# Рушан
Рушан (на сръбски: Рушањ) е предградието в Сърбия, Белградски окръг, община Чукарица.

## География
Намира се източно от село Сремчица, южно от предградието Ресник и югозападно от село Пиносава, край главния път от Белград за Чачак.

## Население
Населението на селото възлизана 4821 жители (2011 г.).
Етнически състав (2002)
- сърби – 4321 жители (90,60%)
- цигани – 227 жители (4,75%)
- черногорци – 66 жители (1,38%)
- югославяни – 25 жители (0,52%)
- хървати – 24 жители (0,50%)
- македонци – 19 жители (0,39%)
- мюсюлмани – 12 жители (0,25%)
- горани – 10 жители (0,20%)
- словенци – 4 жители (0,08%)
- унгарци – 3 жители (0,06%)
- българи – 2 жители (0,04%)
- други – 2 жители (0,04%)
- недекларирали – 15 жители (0,31)